# Formarinbach
Der Formarinbach ist der linksseitige Quellfluss des Lechs. Er entspringt nicht aus dem gleichnamigen Formarinsee, welcher deutlich niedriger liegt, sondern an der Roten Wand, einem Berg, der sich neben dem Formarinsee befindet. Der Formarinbach ist etwa 5 Kilometer lang und vereinigt sich wenige Kilometer vor dem Ort Lech in Vorarlberg mit dem Spullerbach und bildet mit ihm gemeinsam den Lech.